# Tour F
La Tour F, est un projet de gratte-ciel à Abidjan en Côte d'Ivoire. Situé dans la commune du Plateau, sa construction débute en juillet 2021.

## Historique
La tour F, érigée dans la commune du Plateau, au cœur d'Abidjan, est conçue par l'architecte libano-ivoirien Pierre Fakhoury. Faisant partie du plan d'urbanisme depuis 1970, l'étude met 5 ans, entre 2016 et 2021. La réalisation de l'ouvrage débute en 2021. Elle représente la sixième structure de la cité administrative et devrait être le gratte-ciel le plus élevé d'Afrique à la fin de sa construction.
Le projet est initié par le ministère ivoirien de la construction, du logement et de l’urbanisme, qui est le maître d'ouvrage, en collaboration avec PFO Africa, à la fois promoteur et concepteur. La réalisation de la Tour F est piloté par BESIX, une entreprise belge.
Le coût des travaux est environ 250 milliards de francs CFA, soit 450 millions d’euros.

## Gallerie

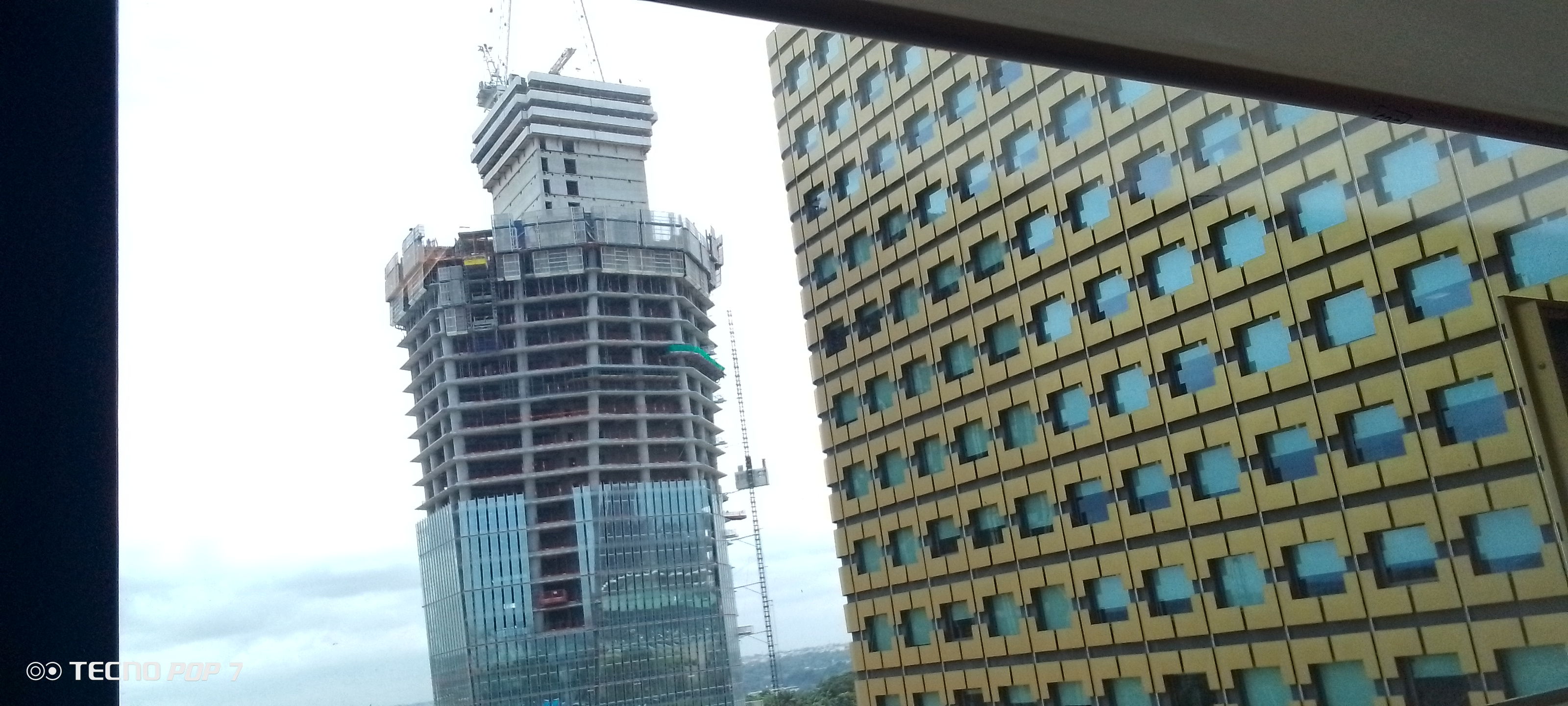
12 Septembre 2023
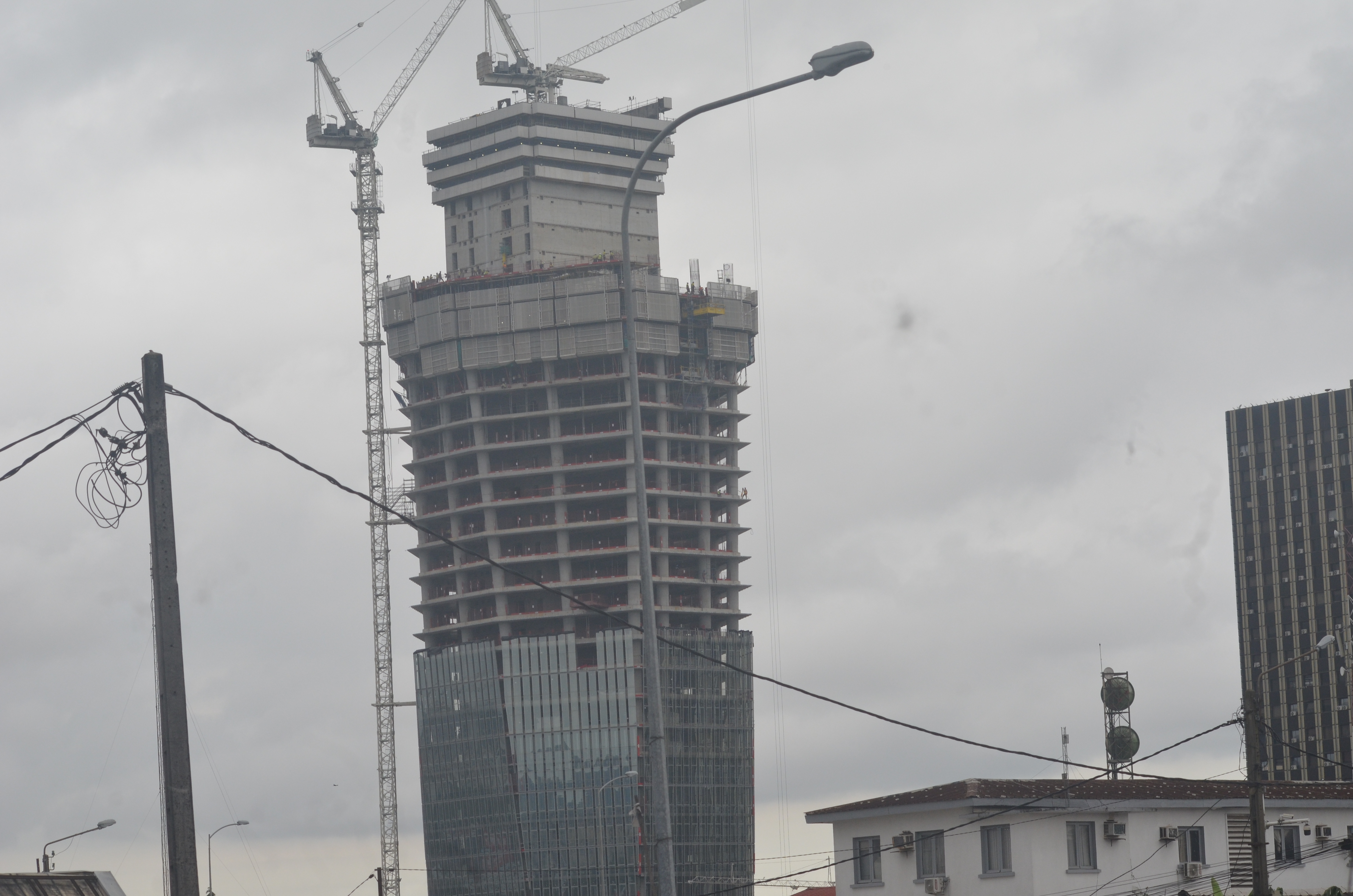
6 Octobre 2023
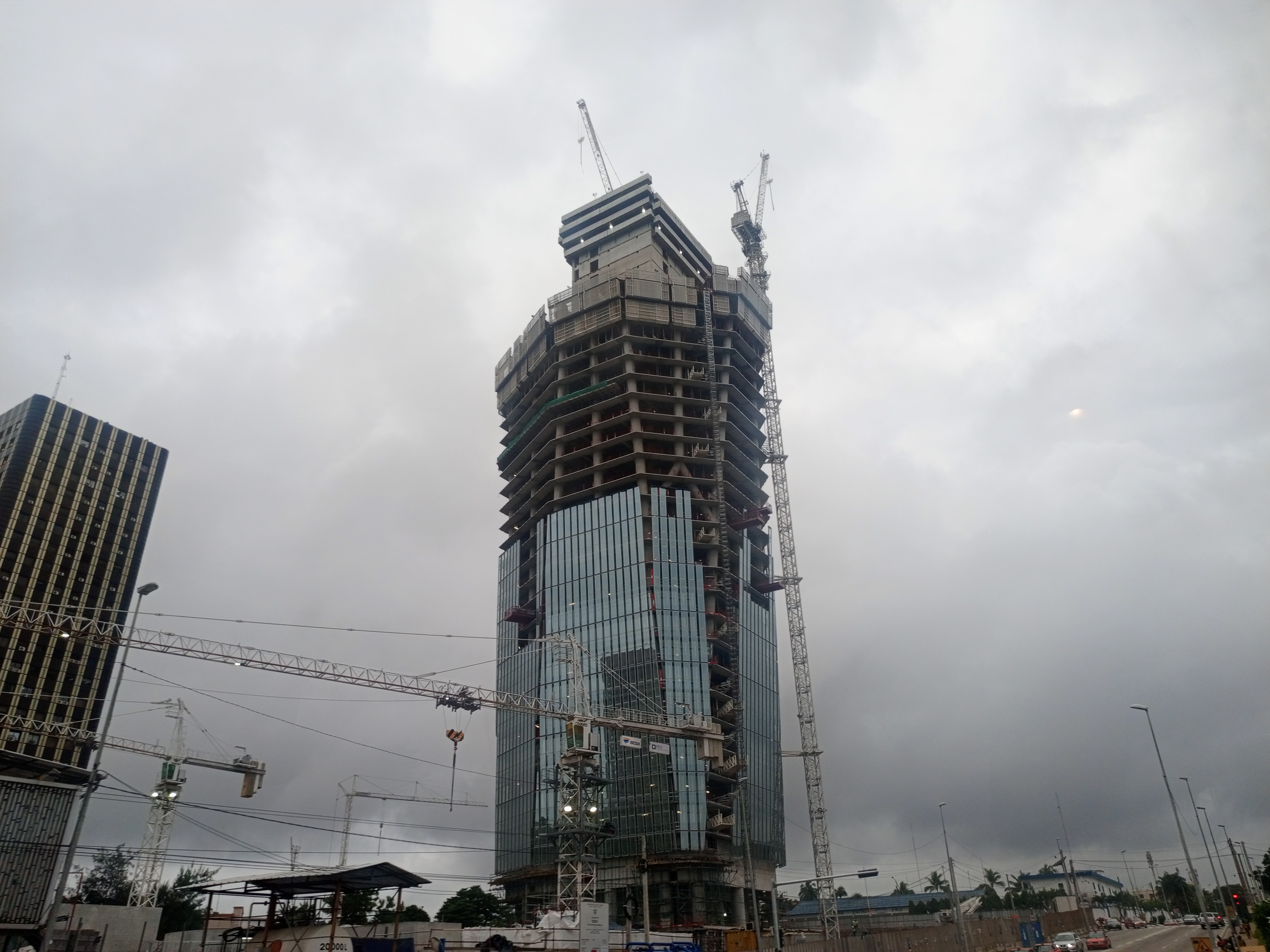
Janvier 2024
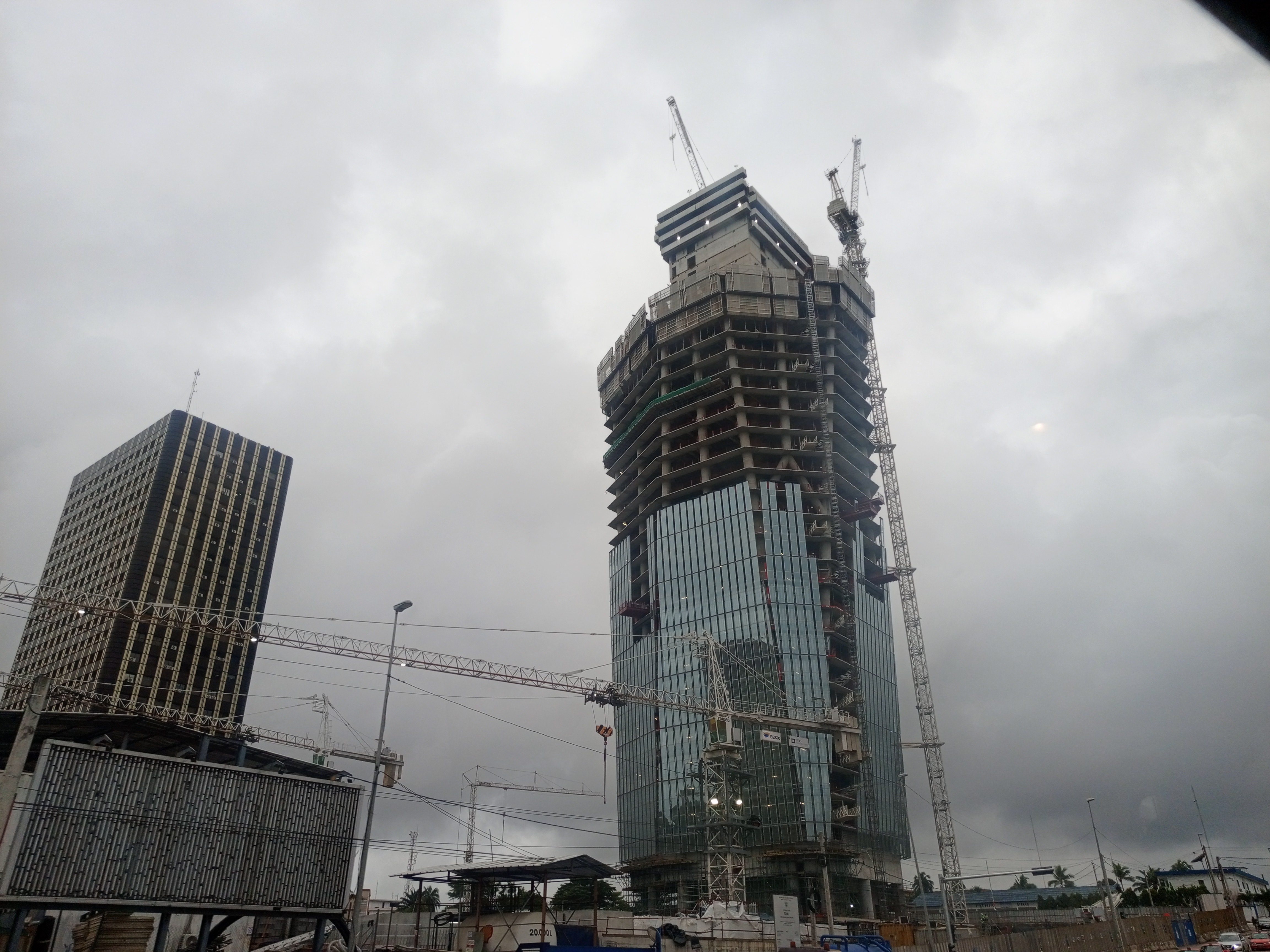
Janvier 2024
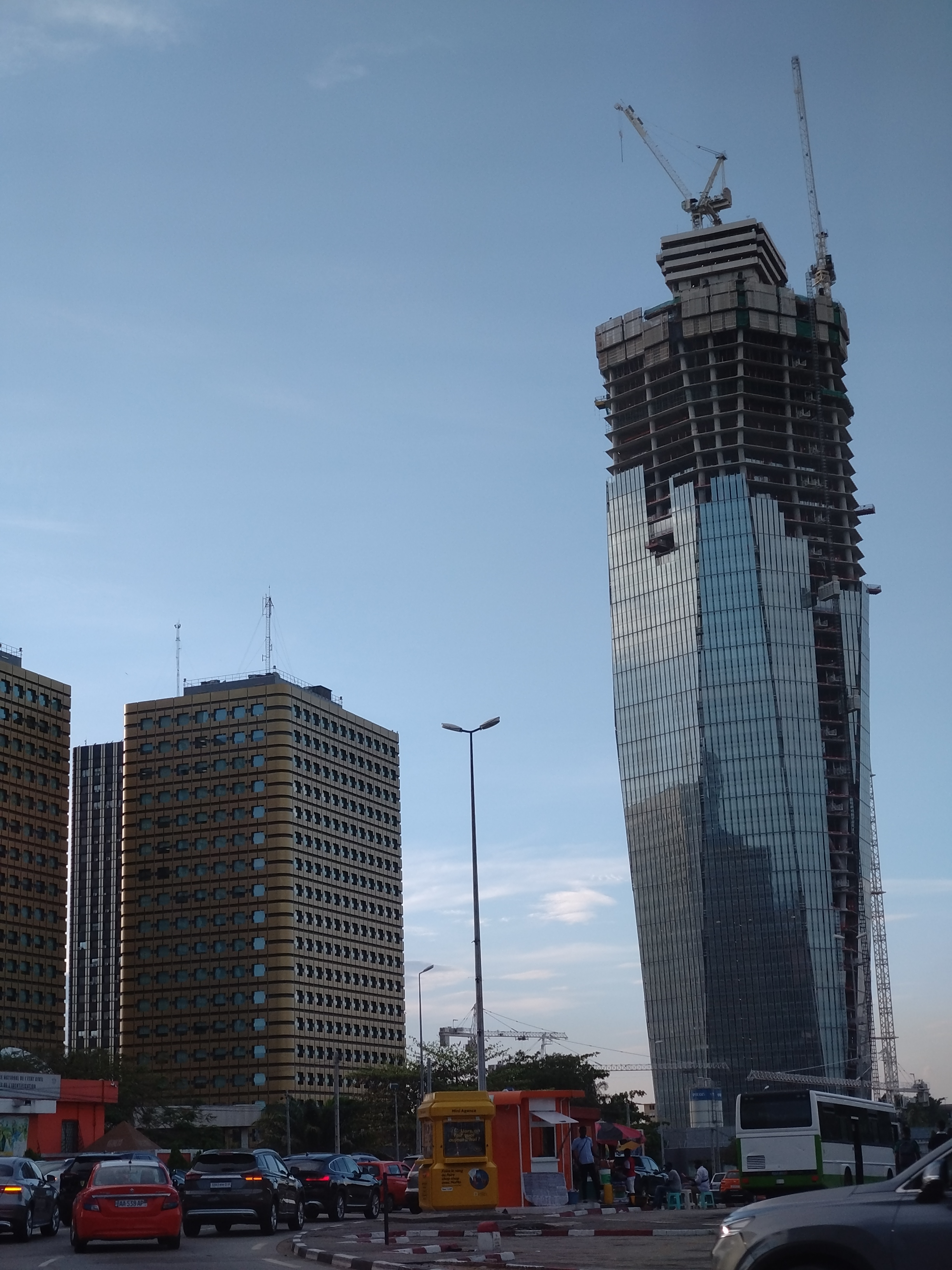
14 Mai 2024
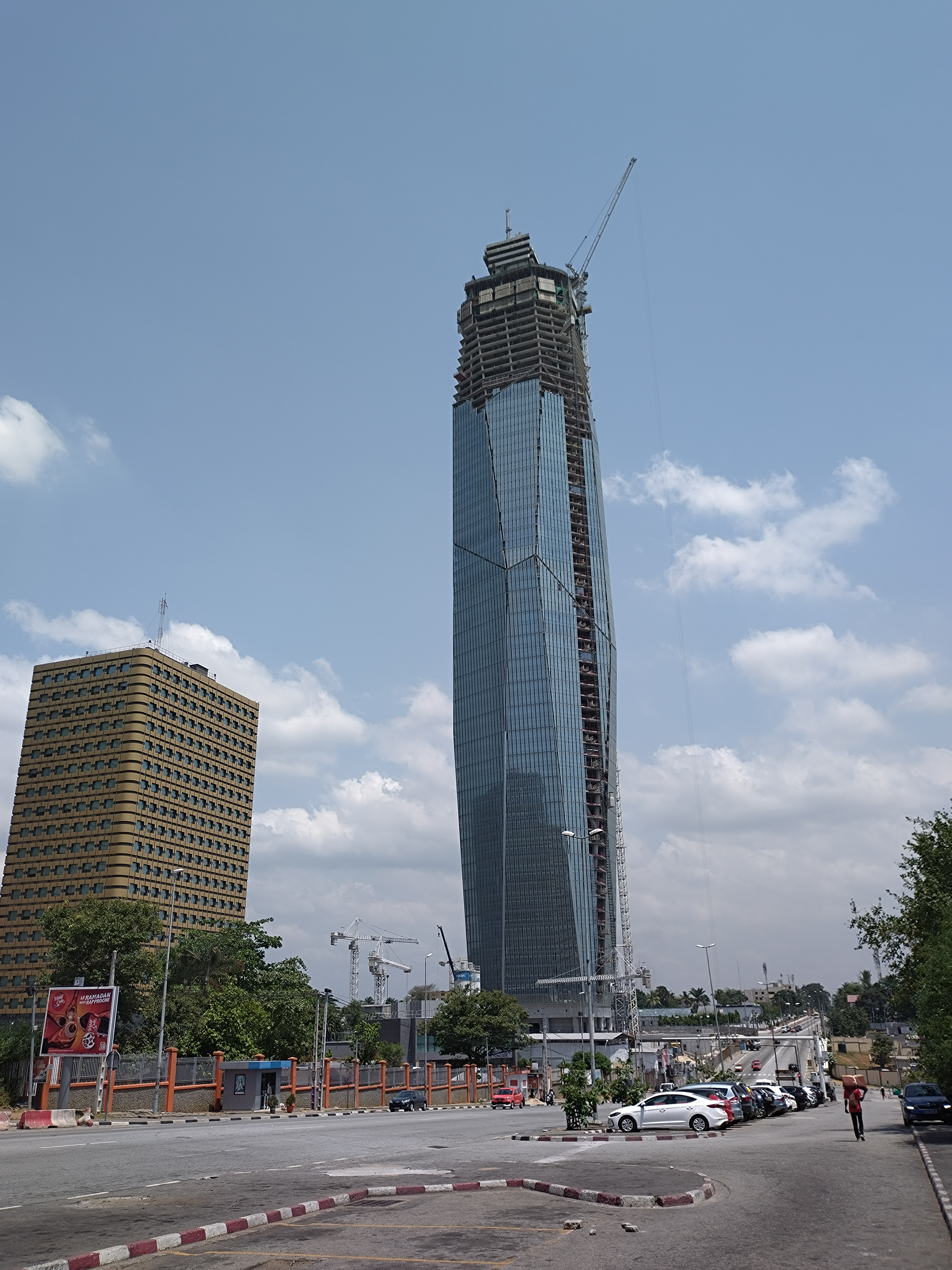
15 Mars 2025
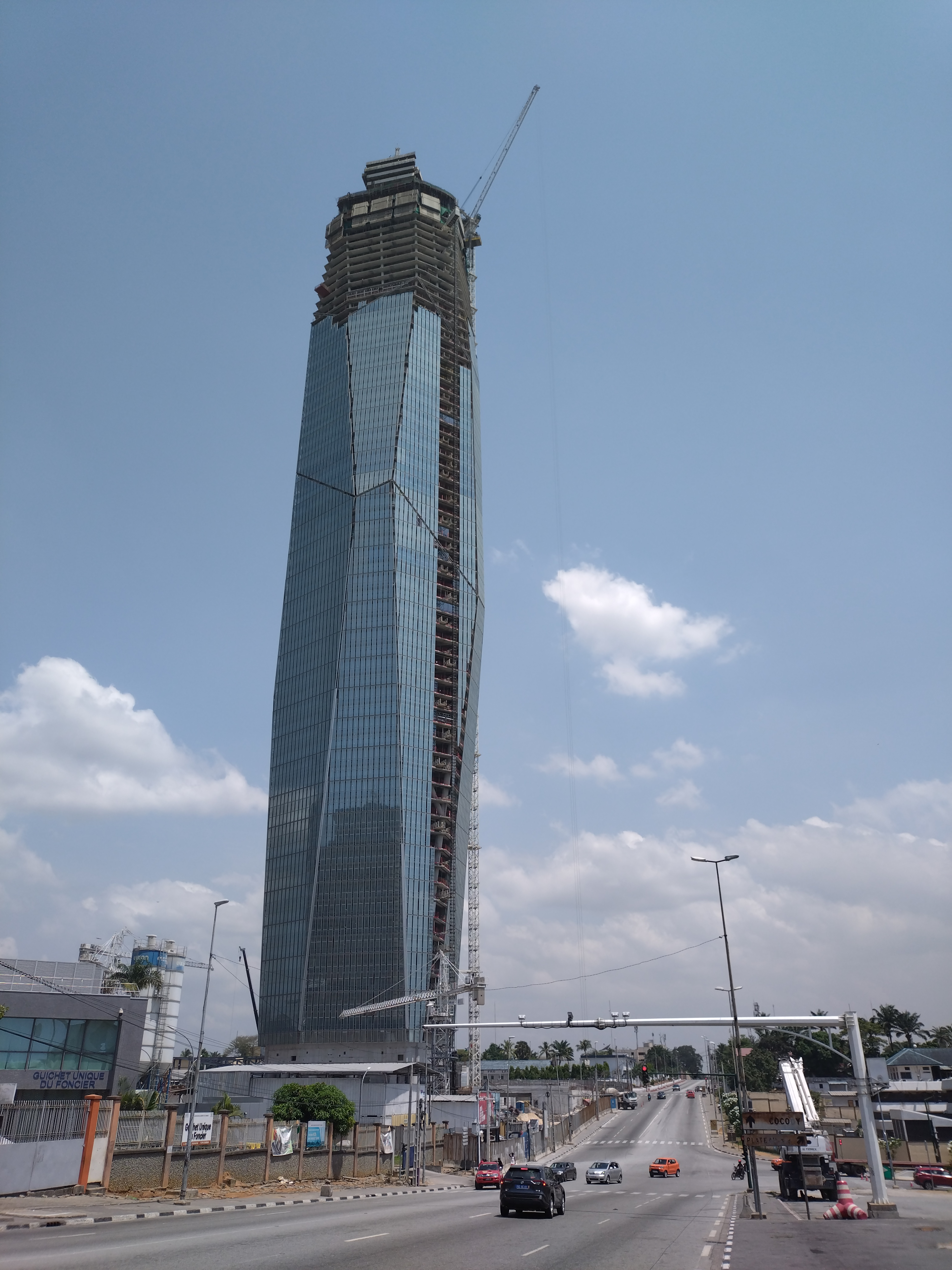
15 Mars 2025
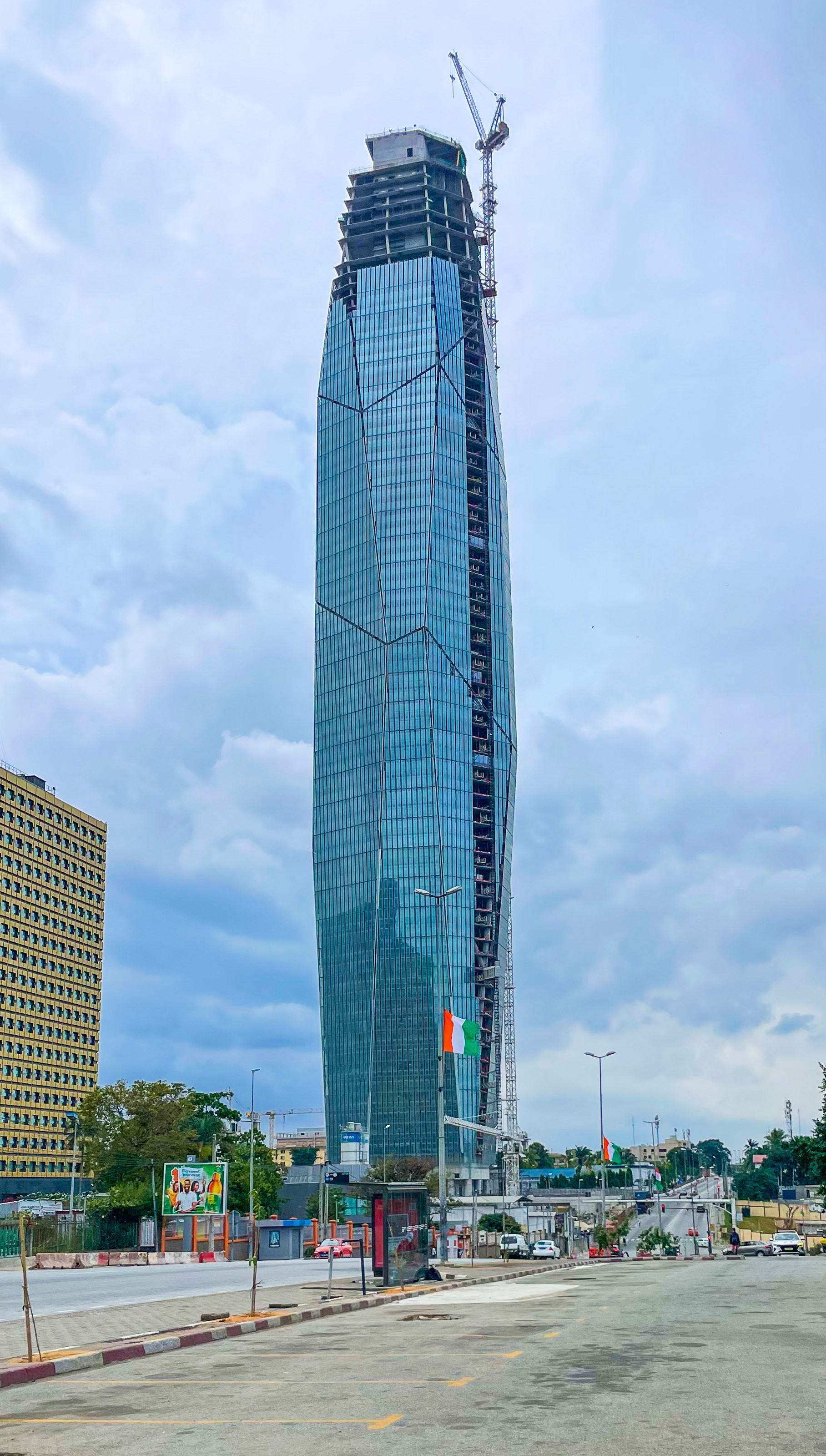
15 août 2025

## Description
La Tour F est construite pour atteindre 280 mètres, hauteur ensuite révisée à 333 mètres. PFO Africa, le concepteur, envisage une antenne de 70 mètres sur le toit du gratte-ciel pour atteindre 404 mètres et ainsi en faire le monument le plus haut d'Afrique,.Le système de base est fondé sur un radier de 3,5 mètres d'épaisseur reposant sur des barrettes de 80 mètres de profondeur,.
Entièrement coulée, la superstructure est équilibrée par un noyau central. Les colonnes périphériques sont inclinées en suivant les arêtes des faces de l'enveloppe extérieure. Les aciers de déviation à la base de la tour permettent de diminuer le nombre de colonnes et d'optimiser l'accès au bâtiment. L'ensemble de la tour a été analysé à l'aide de modèles interactifs sophistiqués, qui intègrent les propriétés dynamiques de la structure, en lien avec la réaction du système de fondation aux forces du vent. Le processus BIM (Building Information Model, travail sur une maquette numérique) est utilisé pour réaliser toutes les études et la synthèse.